# Polar 3
Polar 3 era un avión de investigación Do 228 del Instituto Alfred Wegener (AWI, por sus siglas en inglés).
Pertenecía a una flota de cuatro aviones bimotores del mismo tipo operados por la AWI desde 1983. Todas las aeronaves están preparadas para el clima frío y cuentan con equipos especiales. Fueron construidos por la empresa Dornier. Desde que el Polar 3 fue derribado sobre el Sáhara Occidental, al sur del pueblo de El Aargub, en febrero de 1985, sólo el Polar 2 ha estado en funcionamiento. En la Antártida, la península Polar 3 recibió el nombre del avión.
Estaba equipado con trenes de aterrizaje, generadores reforzados, tanques de reservas, sistemas de descongelación en las hélices y las alas, y aislamiento interior diseñado para las temperaturas del Ártico. Los modernos sistemas de navegación hicieron posible el vuelo a ciegas y los aterrizajes en las llamadas condiciones de "whiteout", en las que todo el campo de visión es blanco como la nieve.

## Accidente
El 24 de febrero de 1985, el Polar 3 regresó a Alemania desde la Antártida, junto con el avión idéntico Polar 2. Tras una escala en Dakar, Senegal, los aviones se dirigían a Arrecife, cuando el Polar 3 fue derribado por fuerzas de la República Árabe Saharaui Democrática con un misil desde una altura de 2.750 metros. En el accidente murieron el capitán Herbert Hampel, el copiloto Richard Möbius y el mecánico Josef Schmid.
El Frente Polisario calificó posteriormente el derribo como "un desafortunado descuido". Se dice que el avión fue confundido con un avión de reconocimiento marroquí de tipo similar. No está claro por qué el control de tráfico aéreo de Dakar, responsable del espacio aéreo sobre el Sáhara Occidental en la zona en la que fue derribado el avión, no asignó una ruta de vuelo diferente a los dos aviones del AWI.